# Theodor L’Arronge
Everhard Theodor L’Arronge (geboren am 5. Januar 1812 in Hamburg; gestorben am 15. Juni 1878 in Riehl bei Köln) war ein deutscher Schauspieler und Theaterdirektor.

## Leben
Theodor L’Arronge unterrichtete zunächst in einer Gemeindeschule. 1831 gab er sein Bühnendebüt am Stadttheater in Halberstadt. Danach spielte er am Hoftheater Dessau, in Bremen, Hamburg (Thaliatheater?), Lübeck und Posen.
Ab 1839 spielte Theodor L’Arronge am Stadttheater Danzig. Dort hatte er mit komischen Rollen Erfolge. 1846 wechselte er an das Königsstädtische Theater in Berlin, wo er in Possen von David Kalisch sehr beliebt wurde. Ab 1851 spielte er am Friedrich-Wilhelmstädtischen Theater in Berlin.
Ab 1853 war Theodor L’Arronge Direktor des Theaters in Aachen, dann in Düsseldorf (1854–1855), Danzig (1856–1858), Stadttheater Köln (1858), Vaudeville-Theater Köln (1858), Düsseldorf (1864–1865), New-Yorker Stadt-Theater (1867–1868), Mainz (1869) und am Kursaaltheater Ems (1872).
1873 erlitt L’Arronge einen Schlaganfall, von dem er sich nicht mehr erholte. 1878 starb er im Alter von 66 Jahren in Riehl bei Köln. Er ist mit einem Teil seiner Familie auf dem Kölner Melaten-Friedhof beigesetzt.
Theodor L’Arronge erzielte besonders mit komischen Rollen Erfolge. Als Theaterdirektor achtete er auf künstlerische Qualität der Vorstellungen.
Ein Porträt von ihm befindet sich in der Theaterwissenschaftlichen Sammlung der Universität Köln.

## Ehen und Nachkommen
Theodor L’Arronge heiratete um 1837 Rosa Eva Trautmann († 5. März 1855 in Düsseldorf). Kinder waren unter anderem:
- Adolph L’Arronge (1838–1908), erfolgreicher Autor und Schauspieler
- Pauline L’Arronge verheiratete Schnabel (1841–1909)
- Karl  L’Arronge (1844–1862)
- Betty L’Arronge (1845–1936), Schauspielerin
- Maximiliane Ottilie L’Arronge (1850–?), keine Angaben bekannt, starb möglicherweise bald

1857 heiratete er Hedwig L’Arronge-Sury (1836–1900). Sie hatten unter anderem die gemeinsamen Kinder:
- Sophie Victoria L’Arronge (1861–1862)
- Richard L’Arronge (1869–1942), Schauspieler

Auch einige Enkel und Urenkel wurden bekannte Schauspieler.